# Мартин (округ, Флорида)
Ма́ртин (англ. Martin county) — округ штата Флорида Соединённых Штатов Америки. На 2000 год в нем проживало 126 731 человек. По оценке бюро переписи населения США в 2008 году население округа составляло 138 660 человек. Окружным центром является город Стьюарт.

## История
Округ Мартин был сформирован в 1925 году из южной части округа Сент-Луси и северной части округа Палм-Бич. Он был назван в честь Джона Мартина, губернатора Флориды с 1925 по 1929 года.

## География
Округ расположен на востоке центральной части штата. Граничит с округами: Сент-Люси (на севере), Палм-Бич (на юге) и Окичоби (на северо-западе). На востоке омывается водами Атлантического океана; на западе – водами озера Окичоби.

## Население
По данным переписи 2000 года население округа составляет 126 731 человек.  Расовый состав: белые – 89,88%; афроамериканцы – 5,27%; азиаты – 0,6%; коренные американцы – 0,3%; океанийцы – 0,1%; другие расы – 2,72%; представители двух и более рас – 1,14%. Возрастная структура: до 18 лет: 18,6%; от 18 до 24 лет: 5,3%; от 25 до 44 лет: 22,9%; от 45 до 64 лет: 24,9%; старше 64 лет – 28,2%. Средний возраст населения – 47 лет. На каждые 100 женщин приходится 96,4 мужчин.
Динамика роста населения:
- 1940: 	6 295 чел.
- 1950: 	7 807 чел.
- 1960: 	16 932 чел.
- 1970: 	28 035 чел.
- 1980: 	64 014 чел.
- 1990: 	100 900 чел.
- 2000: 	126 731 чел.
- 2010: 	146 318 чел.